# 1968-as Formula–1 brit nagydíj
Az 1968-as Formula–1 világbajnokság hetedik futama a brit nagydíj volt.

## Futam
A brit nagydíjat Brands Hatch-ben tartották, ahol a két Lotus: Hill és Oliver szerezte meg az első két helyet Amon előtt.
Az előző két futamhoz hasonlóan ismét enyhén esett a rajtnál. Oliver vette át a vezetést Hill és Siffert előtt, de a vezető Lotusa füstöt kezdett eregetni, majd csapattársa a 4. körben megelőzte. Hill a 27. körben felfüggesztési hiba miatt kiesett, így Oliver visszaállt az élre a 44. körig, amikor technikai probléma miatt kiesett. A versenyt a Rob Walker Lotusszal versenyző Jo Siffert nyerte a ferraris Amon és Ickx előtt.
| Helyezés | #  | Versenyző            | Csapat/Motor  | Futott körök | Idő/Kiesés oka      | Rajthely | Pontszám |
| -------- | -- | -------------------- | ------------- | ------------ | ------------------- | -------- | -------- |
| 1        | 22 | Jo Siffert           | Lotus-Ford    | 80           | 2:01:20,3           | 4        | 9        |
| 2        | 5  | Chris Amon           | Ferrari       | 80           | + 4,4               | 3        | 6        |
| 3        | 6  | Jacky Ickx           | Ferrari       | 79           | + 1 kör             | 12       | 4        |
| 4        | 1  | Denny Hulme          | McLaren-Ford  | 79           | + 1 kör             | 11       | 3        |
| 5        | 7  | John Surtees         | Honda         | 78           | + 2 kör             | 9        | 2        |
| 6        | 14 | Jackie Stewart       | Matra-Ford    | 78           | + 2 kör             | 7        | 1        |
| 7        | 2  | Bruce McLaren        | McLaren-Ford  | 77           | + 3 kör             | 10       |          |
| 8        | 20 | Piers Courage        | BRM           | 72           | + 8 kör             | 16       |          |
| Kiesett  | 4  | Jochen Rindt         | Brabham-Repco | 55           | Üzemanyag szivárgás | 5        |          |
| Kiesett  | 10 | Pedro Rodríguez      | BRM           | 52           | Motorhiba           | 13       |          |
| HN       | 19 | Silvio Moser         | Brabham-Repco | 52           | Helyezés nélkül     | 19       |          |
| Kiesett  | 9  | Jackie Oliver        | Lotus-Ford    | 43           | Erőátvitel          | 2        |          |
| Kiesett  | 16 | Robin Widdows        | Cooper-BRM    | 34           | Gyújtás             | 18       |          |
| Kiesett  | 8  | Graham Hill          | Lotus-Ford    | 26           | Féltengely          | 1        |          |
| Kiesett  | 15 | Vic Elford           | Cooper-BRM    | 26           | Motorhiba           | 7        |          |
| Kiesett  | 18 | Jean-Pierre Beltoise | Matra         | 11           | Motorhiba           | 14       |          |
| Kiesett  | 11 | Richard Attwood      | BRM           | 10           | Hűtő                | 15       |          |
| Kiesett  | 24 | Dan Gurney           | Eagle-Weslake | 8            | Benzinpumpa         | 6        |          |
| Kiesett  | 23 | Jo Bonnier           | McLaren-BRM   | 6            | Motorhiba           | 20       |          |
| Kiesett  | 3  | Jack Brabham         | Brabham-Repco | 0            | Motorhiba           | 8        |          |

## Statisztikák
Vezető helyen:
- Jackie Oliver: 20 (1-3 / 27-43)
- Graham Hill: 23 (4-26)
- Jo Siffert: 37 (44-80)

Jo Siffert 1. győzelme, 1. leggyorsabb köre, Graham Hill 13. pole-pozíciója.
- Lotus 33. győzelme.